# Krista Allen
Krista Allen (Ventura, 5 de Abril de 1971) é uma atriz e modelo norte-americana mais conhecida, no Brasil, por realizar a série erótica Emmanuelle in Space na década de 1990.
Possui participações em longas e curtas metragens além de várias outras atuações em seriados como Smallville, Fastlane, Friends, Arquivo X, dentre outros.

## Vida
Irmã de Dalton Earl Allen, Jr., nasceu em Ventura, Califórnia, mas cresceu em Houston e depois viveu em Austin, Texas. Estudou na escola Austin Community College e se formou em educação pela Universidade de Ohio.

## Carreira
Allen faz o papel principal da série erótica Emmanuelle (1994), também apareceu na televisão em Days of our Lives (1996-2000), Married... with Children (1996) e Baywatch (2000–2001). Allen também apareceu em Confessions of a Dangerous Mind e Anger Management, além de interpretar Jade Blue Afterglow / Maitreya em um episódio de The X-Files e uma breve aparição em Liar Liar.
Em 2002, apareceu em um episódio de Friends e em 2005, apareceu no curta Head Cases. Apareceu também nas séries Smallville e Mutant X. Em 2001, estrelou a série Charmed, e fez uma participação em CSI: Crime Scene Investigation como Kristy Hopkins, uma prostituta no episódio piloto que foi no dia 6 de outubro de 2000.
Allen teve um papel recorrente na série What about Brian da ABC como Bridget Keller. Em 2007, Allen apareceu no reality show da ABC, Fast Cars and Superstars: The Gillette Young Guns Celebrity Race, com uma dúzia de celebridades em uma competição de corridas de stock car. Na primeira rodada, ela entra em confronto com o skatista Tony Hawk e com o campeão de rodeio Ty Murray.
Em 2009, Allen esteve no filme The Final Destination e em Life Unexpected. Allen também apareceu em um episódio de Love Bites em 2011.

## Filmografia
| Filmes | Filmes                          | Filmes                     | Filmes               |
| Ano    | Título                          | Papel                      | Notas                |
| ------ | ------------------------------- | -------------------------- | -------------------- |
| 1996   | Rolling Thunder                 | Michelle                   | Filme de TV          |
| 1996   | Raven                           | Cali Goodwin               | Vídeo                |
| 1997   | Liar Liar                       | Mulher peituda no Elevador | Participação         |
| 1997   | The Haunted Sea                 | Segunda-Mate Johnson       |                      |
| 1999   | Avalon: Beyond the Abyss        | Dr. Katherine 'K' Harrison | Filme de TV          |
| 2000   | Sunset Strip                    | Jennifer                   |                      |
| 2001   | Totally Blonde                  | Meg Peters                 |                      |
| 2001   | Face Value                      | Syd Deshaye                |                      |
| 2002   | Zero Effect                     |                            | Filme de TV          |
| 2002   | Confessions of a Dangerous Mind | Bastante Mulher            | Participação         |
| 2003   | Anger Management                | Stacy                      |                      |
| 2003   | Paycheck                        | Mulher Holográfica         | Participação         |
| 2004   | Shut up and Kiss Me!            | Tiara Benedette            |                      |
| 2005   | Feast                           | Tuffy                      |                      |
| 2007   | Tony n' Tina's Wedding          | Maddy                      |                      |
| 2007   | Business Class                  | Lori                       | Filme de TV          |
| 2007   | Leo                             | Krista                     | Curta-metragem       |
| 2007   | All Along                       | Dr. Sara Thompson          |                      |
| 2008   | Meet Market                     | Lucinda                    |                      |
| 2008   | The Third Nail                  | Hannah                     |                      |
| 2008   | Held Up                         |                            | Filme de TV          |
| 2009   | Shannon's Rainbow               | Jessica                    |                      |
| 2009   | Alien Presence                  | Waymar                     |                      |
| 2009   | Locker 13                       | Patricia                   | Curta-metragem       |
| 2009   | Silent Venom                    | Dra. Andrea Swanson        | Vídeo                |
| 2009   | The Final Destination           | Samantha Lane              |                      |
| 2010   | Black Widow                     | Jennifer                   |                      |
| 2010   | Jesse Stone: No Remorse         | Cissy Hathaway             | Filme de TV          |
| 2012   | Amazing Racer                   | Jessica                    |                      |
| 2012   | Little Women, Big Cars          | Doro                       |                      |
|        | Eiga Tamagotchi                 | Tosakatchi                 | Somente voz japonesa |

| Televisão | Televisão                                                        | Televisão                      | Televisão                 |
| Ano       | Título                                                           | Papel                          | Notas                     |
| --------- | ---------------------------------------------------------------- | ------------------------------ | ------------------------- |
| 1994      | Emmanuelle in space                                              | Emmanuelle                     | 7 episódios               |
| 1995      | Deadly Games                                                     | Mrs. Fleisig                   | 1 episódio                |
| 1995      | High Tide                                                        | Patty                          | 3 episódios (1995-1996)   |
| 1996      | Silk Stalkings                                                   | Sharon Grayson                 | 1 episódio                |
| 1996      | Diagnosis: Murder                                                | Page Tanner                    | 1 episódio                |
| 1996      | Married... with Children                                         | Crystal Clark                  | 1 episódio                |
| 1996      | Weird Science                                                    | Annabel                        | 1 episódio                |
| 1996      | Pacific Blue                                                     | Theresa Vanoni                 | 1 episódio                |
| 1996      | Days of our Lives                                                | Billie Reed                    | 426 episódios (1996-2000) |
| 1999      | Pacific Blue                                                     | Ann Fairchild                  | 1 episódio                |
| 2000      | The X-Files                                                      | Jade Blue Afterglow / Maitreya | 1 episódio                |
| 2000      | 18 Wheels of Justice                                             | Jessica Macy                   | 1 episódio                |
| 2000      | CSI: Crime Scene Investigation                                   | Kristy Hopkins                 | 3 episódios (2000-2001)   |
| 2000      | Baywatch                                                         | Jenna Avid                     | 27 episódios (2000-2001)  |
| 2001      | Arli$$                                                           | Krista                         | 1 episódio                |
| 2001      | Spin City                                                        | Jesse                          | 1 episódio                |
| 2001      | Charmed                                                          | O Oráculo                      | 3 episódios               |
| 2001      | Inside Schwartz                                                  | Kelsie Anders                  | 1 episódio                |
| 2002      | Friends                                                          | Mable                          | 1 episódio                |
| 2002      | Glory Days                                                       | Melanie Stark                  | 1 episódio                |
| 2002      | Mutant X                                                         | Lorna Templeton                | 1 episódio                |
| 2002      | Smallville                                                       | Desiree Atkins                 | 1 episódio                |
| 2003      | Fastlane                                                         | Skyler Kase                    | 2 episódios               |
| 2003      | Andromeda                                                        | A Princesa                     | 1 episódio                |
| 2003      | Just Shoot Me!                                                   | Mary Elizabeth                 | 1 episódio                |
| 2003      | My Buddy Jack                                                    | Agradecimentos Especiais       | Documentário              |
| 2003      | The Lyon's Den                                                   | Gloria                         | 2 episódios               |
| 2003      | Frasier                                                          | Liz Wright                     | 1 episódio                |
| 2003      | Two and a Half Men                                               | Olivia Pearson                 | 1 episódio                |
| 2004      | I'm with Her                                                     | Jennifer                       | 1 episódio                |
| 2004      | The Screaming Cocktail Hour                                      | Singer                         | Série de TV               |
| 2005      | Monk                                                             | Teresa Telenko                 | 1 episódio                |
| 2005      | Jake in Progress                                                 | Lisa                           | 1 episódio                |
| 2005      | Head Cases                                                       | Laurie Payne                   | 2 episódios               |
| 2006      | Out of Practice                                                  | Kathy Kelly                    | 1 episódio                |
| 2006      | Freddie                                                          | Kaitlyn                        | 1 episódio                |
| 2006      | What about Brian                                                 | Bridget Keller                 | 11 episódios (2006-2007)  |
| 2007      | Fast Cars and Superstars: The Gillette Young Guns Celebrity Race | Ela Mesma                      | Reality show              |
| 2008      | Cashmere Mafia                                                   | Victoria                       | 1 episódio                |
| 2008      | The Starter Wife                                                 | Eve                            | 5 episódios               |
| 2009      | Dirty Sexy Money                                                 | Dana Whatley                   | 2 episódios               |
| 2009      | The Philanthropist                                               | Julia Carson Rist              | 3 episódios               |
| 2009      | Modern Family                                                    |                                | 1 episódio                |
| 2010      | Life Unexpected                                                  | Candace Carter                 | 1 episódio                |
| 2011      | The Protector                                                    | Miss Monroe                    | 1 episódio                |
| 2011      | Love Bites                                                       | Janine                         | 1 episódio                |
| 2012      | Perception                                                       | Allison Bannister              | 1 episódio                |
| 2012      | The L.A. Complex                                                 | Jennifer Bell                  | 7 episódios               |
| 2013      | Rules of Engagement                                              | Heidi                          | 1 episódio                |
| 2015      | Significant Mother                                               | Lydia Marlowe                  | Personagem principal      |
|           | Atchi Kotchi Tamagotchi Town Hyper                               | Tosakatchi                     | Somente voz japonesa      |